# Макалубе-ді-Арагона
Макалу́бе-ді-Араго́на (італ. Riserva naturale integrale Macalube di Aragona) — природний заповідник у Італії, на острові Сицилії, провінція Агрідженто, поблизу міста Арагони.
Основним об'єктом охорони заповідника є грязьові вулкани.
Назва «Макалубе» (італ. Macalube) сицилійською та деякими іншими мовами означає «грязьовий вулкан» і походить від арабського Maqlùb, що означає «перекидання».